# ولسوالی جاغوری
جاغوری دومین ولسوالی بزرگ در ولایت غزنی بعد از ناور بوده و مرکز آن سنگ‌ماشه می‌باشد. بر پایه آمار رسمی جمعیت آن ۱۹۹٬۵۵۳ نفر در سال ۱۳۹۹ بوده است.  جاغوری از مناطق نسبتاً امن و فرهنگی افغانستان شناخته می‌شود و به دلیل سطح بالای آموزش، حضور گسترده دانش‌آموزان، معلمان و مهاجران تحصیل‌کرده، به عنوان یکی از مناطق پیشرو در آموزش و فرهنگ در افغانستان محسوب می‌شود. باشندگان جاغوری از قوم هزاره می‌باشند.

## نام
درمورد وجه تسمیه جاغوری چندین نظریه از محققین غربی به‌شرح ذیل مطرح شده است:
1. در عرف عده‌ای جاغوری‌ها، کلمه جاغوری را مرکب از جام و غوری می‌داند و عده‌ای دیگر آنرا مرکب از کلمه جای غوریان می‌داند؛ هرچند نظر دوم محتمل‌تر می‌نماید اما تاهنوز برای هیچ‌کدام مدرک علمی در دسترس نیست.
2. فوچر نام جاغوری را مشتق‌شده از کلمه سانسکریت جاگودا می‌داند که شکل تغییریافته کلمه زابل است.
3. بیوار قدم فراتر گذاشته و جاگودا را عبارت سانسکریت شده کلمه زابل دانسته است.

## پیشینه
پروفسور بیوار هنگام بازدیدش از جاغوری در سال ۱۹۶۲، صخره‌های نقاشی ۺده‌ای را در روستای بیدسای کشف کرد که از قدمت مسکونی بودن این منطقه از عصر برنز خبر می‌دهد. او متوجه شد که این کنده‌کاری‌ها بیشتر شکل بز کوهی را دارند و در گوشه بالایی سمت راست نیز دو مرد با شمشیر در حال مبارزه است. در منطقه ریگ‌گردون علاوه بر سنگ‌نوشته‌ها، اشکال شکارچی‌های در حال حمله با نیزه را نشان می‌دهد.
پروفسور بیوار نتایج تحقیقات خودرا راجع به مکان اول اینگونه بیان کرد که این کنده‌کاری‌ها مربوط به دوره هفتالی‌ها می‌باشد و راجع به مکان دوم وی بیان داشت که این نقاشی‌ها از دوره مغولان در قرن سیزدهم است. وی نظریات خود را مبتنی بر نقاشی‌های مشابه که در سرتاسر آسیای میانه مشاهده کرده است بیان می‌کند.

## جغرافیا

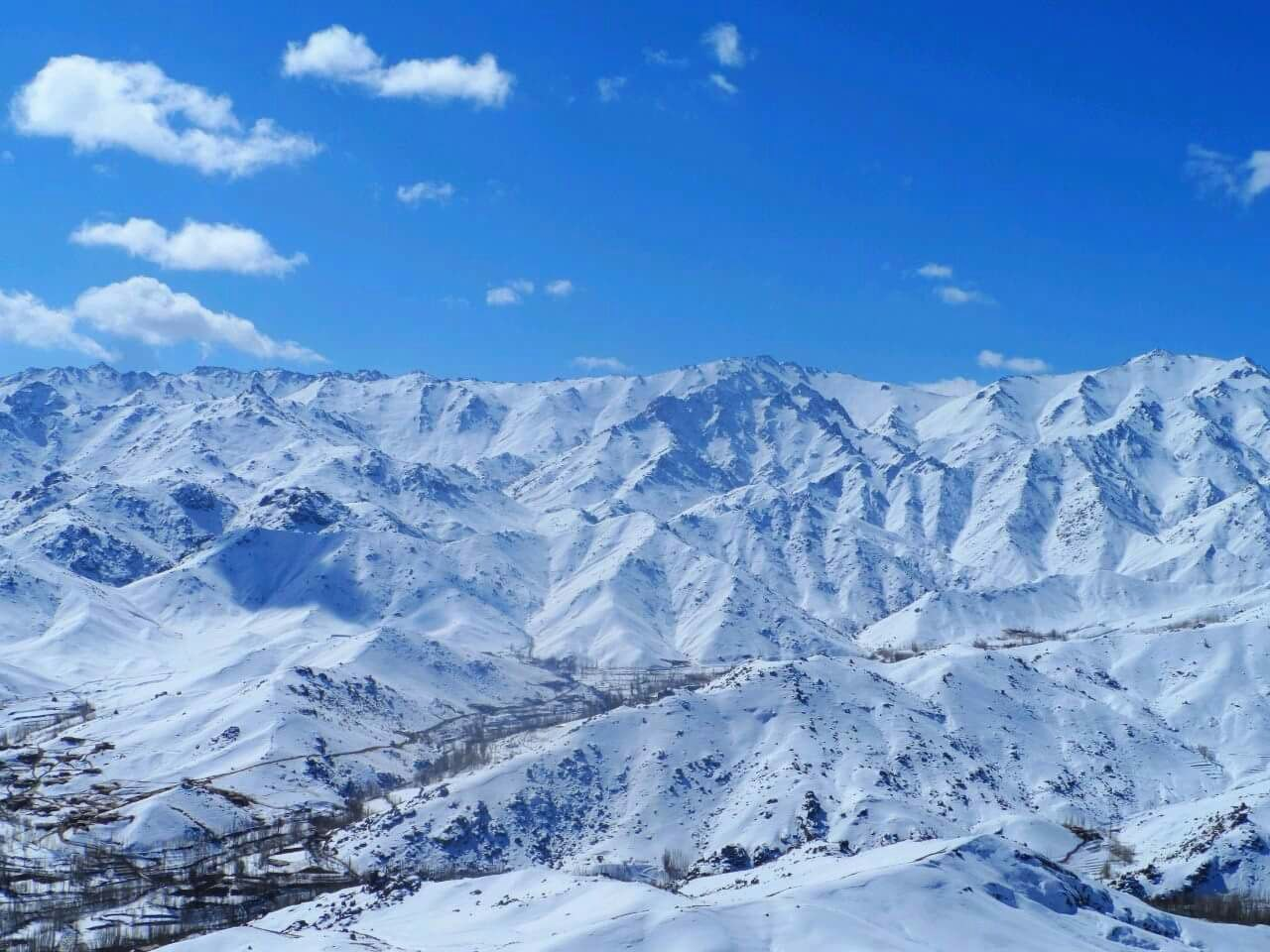
کوه‌های برفی جاغوری، المیتو

ولسوالی جاغوری ۲۰۰۰ الی ۳۶۰۰ متر از سطح دریا ارتفاع دارد. جاغوری ۱۸۵۵ کیلومتر مربع از دره ارغنداب علیا را شامل می‌شود که از غرب به ولسوالی‌های مالستان و دای‌چوپان، از شمال به ولسوالی ناور، از شرق به ولسوالی‌های قره‌باغ و مُقُر و از جنوب به ولسوالی‌های گیلان و ارغنداب وصل است.
ساختار جغرافیایی جاغوری به صورت کلی متشکل از یک دره اصلی بزرگ (ارغنداب علیا) است که در آن سه دره فرعی تقریباً به موازات هم قرار گرفته و از شرق به غرب امتداد یافته‌اند. در زبان محلی به دره ناوه گفته می‌شود. این سه ناوه عبارتند از: ناوه سنگ‌ماشه، ناوه المیتو و ناوه گری. ناوه سنگ‌ماشه در مرکز قرار دارد و بزرگ‌ترین منطقه جاغوری را شامل می‌شود که از شرق به کوتل لومان (لومو) و تمکی قره‌باغ، از غرب به بابه و ایچه، از شمال به ناوه المیتو و از جنوب با ناوه گری وصل است. منطقه مسکونی مهم این ناوه پس از شهر سنگماشه، دره حیدر است. ناوه المیتو از شرق به خربید، تکلغو، از غرب به از جنوب به ناوه سنگماشه و از شمال به وصل است منطقه مسکونی مهم این ناوه دره علودال است. ناوه نیرو یا ناوه گری از شمال با ناوه سنگماشه از شرق به زیرک، از غرب به حوتقول و از جنوب به متصل است.
از داخل ناوه المیتو دریایی جریان دارد که در منطقه خربید پس از یکجا شدن با دریای مالستان به دریای تبرغنک یاد می‌شود. این دریا پس از رسیدن به ناوه سنگ‌ماشه به‌نام دریای سنگ‌ماشه معروف می‌شود. که سر انجام به رود ارغنداب می‌ریزد.
در بازنمایی‌های محلی، ولسوالی جاغوری را می‌توان به بیش از بیست منطقه تقسیم کرد اما هرگز رسماً تصدیق نشده است: اَلمیتو، اَنگوری، بابه، بوسعید، چیلباغتوی اوقی، چیلباغتوی پَشی، دهمرده گلزار، داوود، حیدر، حوتقول، کَمَرک، لومان، مَسکه، پاتو، سنگِماشه، سیداحمد، چاپار، سَرزَیده، شولگله، سیاه‌زمین، تبرغان، اولویتو و زیرک.

## اقتصاد
کشاورزی بخش مهم چرخه اقتصادی را شامل می‌شود. گندم (بیشتر پاییزی)، جو، کچالو، لوبیا، پیاز، زردک، شلغم و گیاهان علوفه‌ای به‌ترتیب محصولات کشاورزی زراعتی را شامل می‌شود. محصولات میوه‌ای شامل بادام، توت، زردآلو و سیب است. در گذشته و در نبود تیل شرشم هم کاشته می‌شد و از روغن آن برای روشنایی در چراغ استفاده می‌کردند.
اصولاً جاغوری سرزمینی است کوهستانی و دارای آب و هوایی دلپذیر و کوه‌ها و دره‌های آن مستعد رویش درختان متنوعی چون انجیر، خنجک، تاخم، دولنه، بید، عرعر که هر ساله در فصل بهار و تابستان هزاران مشتاق طبیعت را به سوی خود می‌کشاند. در گذشته‌های نه چندان دور آنگونه که کهنسالان به خاطر دارند، کوه‌ها پوشیده از درختچه‌های نامبرده بوده است. اما بر اثر استفاده بی‌رویه اهالی به منظور تأمین سوخت زمستانی و کاهش بارندگی ناشی از
تغییرات جوی دهه‌های اخیر، امروزه از پوشش گیاهی مزبور فقط بوته، بیده و کوده و در بعضی نقاط درختان خنجک برجای مانده است.
اقتصاد جاغوری مبتنی بر حواله‌های مردانی است که در کابل، پاکستان، ایران و محصوصا استرالیا کار می‌کنند و امروزه مردم جاغوری برای تأمین احتیاجات شان به زراعت وابسته نمی‌باشند. خانواده‌های جاغوری اکثراً از طریق درآمدهای فرزندان شان که بعد از فراگیری تحصیل مصروف کار و شغل در ادارات دولتی و غیردولتی می‌باشند و نیز توسط مهاجرت و کار در بیرون از کشور تأمین مالی می‌شوند.

## فرهنگ
مردمان جاغوری از آداب، سنن و فرهنگ غنی برخوردارند و در صورت قرار گرفتن در محیطی‌هایی با فرهنگ متفاوت کمتر متأثر گشته و اکثراً لهجه، آداب و رسوم خود را حفظ می‌کنند. جهت مهاجرت مردم جاغوری بعد از وقوع جنگ داخلی در کشور و به‌خصوص بعد از قدرت‌گیری طالبان که رویکرد فرقه گرایانه داشته‌اند به سوی کشورهای اروپایی و غالباً استرالیا بوده است که این رویکرد بیانگر روحیه آزاد منشانه این مردم است. در آنجا نیز با تشکیل نهادها و انجمن‌ها، هویت ملی و هزارگی خود را حفظ کرده‌اند.
تعداد مکتب‌ها در این ولسوالی به ۱۰۵ باب مکتب می‌رسد؛ که شامل؛ ۹۲ باب لیسه، ۲۲ باب مکتب متوسطه و ۲۱ مکتب ابتدائی می‌شود.
در این مکتب‌ها، ۵۰۶۸۶ دانش آموز مصروف آموزش اند که از این میان ۲۶۶۹۶ تن آنان ذکور و به تعداد ۲۳۹۸۸ تن دیگر آنان را دانش‌آموزان اناث تشکیل می‌دهد.
تعداد فارغ‌التحصیلان این مکتب‌ها همه ساله رو به افزایش بوده، در سال ۱۳۹۰ به ۱۸۰۰ تن؛ در سال ۱۳۹۱ به ۲۲۰۰ تن و در سال گذشته (۱۳۹۲) به ۲۵۰۰ تن افزایش پیدا کرده است.

## مردم
سرشماری دقیقی دربارهٔ جمعیت ولسوالی جاغوری ندارد، هیئت جمعیت‌شناسی سازمان ملل متحد در سال ۲۰۰۶ نفوس جاغوری را رقم بالایی برآورد نمود که با رشد جمعیتی متوسط سالانه ۲٫۳٪، بیش از ۵۰۰٬۰۰۰ نفر در سال ۱۴۰۰ می‌شود. اما دولت افغانستان جمعیت این ولسوالی را رقمی بسیار پایینی تخمین زده است؛ براساس احصائیه سال ۱۳۹۹ جمهوری اسلامی افغانستان، ولسوالی جاغوری ۱۹۹٬۵۵۳ نفر جمعیت دارد که تماماً هزاره هستند و با گویش هزارگی زبان فارسی صحبت می‌کنند. علی‌رغم آب و هوا، ارتفاع و میزان نادر بارش (کمتر از ۳۰۰ میلی‌متر در سال)، تراکم جمعیت آن بسیار زیاد دارد.

## طوایف
قبایل هزاره با توجه به تغییرات جمعیتی و سرزمینی ناشی از تخاصمات و تهاجمات بیرونی در طول تاریخ این قوم، دچار دگرگونی گردیده‌اند، چنانچه می‌توان طوایف این قوم را از دو زاویه طوایف موجود و طوایف تاریخی هزاره مورد مطالعه قرار داد.
با توجه به این حقیقت، «جاغوری» نام یکی از طوایف هزاره است که زیرمجموعه‌های آن عبارتند از قلندر، اوقی، زرخوش، درویش، زاولی، شامل، کمال و…. در حال حاضر دارای چهار دسته بزرگ می‌باشد:

### ایزدری (ایزدیاری)
ایزدری
این دسته در ناوه المیتو، علودال، سبزچوب، تبرغنک، الی یا علی سعید، سید احمد (سیدامد یا سید آمد)، تکالغو و بخشی از کمرک و جوی نو سنگماشه ساکن می‌باشند.

### باغچری
این دسته در مناطق لومان (لومو)، قلندری، بوسعید (بوسید)، مجیری، قوغزار، سه‌پایه، حصار، خدایداد، بایک و علیاتو ساکن می‌باشند.

### آته
آته به چند دسته (هیچه، اوقی، مسکه، خوشه، دهمرده، بابه و…) تقسیم شده و در مناطق سنگماشه، هیچه (سه بخش: غوغه هیچه، پشته هیچه و تَینه هیچه یا هیچه پایین) سیاه زمین، پاتو، چهل باغتوی اوقی، حوتقول، سنگشانده، آب برده، سنگ سوراخ، خرکُش بابه و غیره مناطق ساکن می‌باشند.

### گری
«گری» در حقیقت یکی از سه طایفه‌ای بزرگی است که جاغوری را تشکیل می‌دهد که در اصطلاح محلی به «سه دسته» (گری، یزدری یا ایزدری و باغچری) مشهور است، که به گفته‌ای مردم آن دیار؛ گری یکی از سه باچه (پسر) جاغوری بوده که خود شش باچه داشته است به نام‌های: دولت شه، انگوری، زیرک، قره، حیدر و داوود؛ اکنون که این باچه‌ها به اقوام بزرگی تبدیل شده‌اند خود به خانوارهای بسیاری تقسیم می‌شوند که این خانوارها از چندین خانواده‌ای کوچکتر تشکیل شده‌اند که در میان آن‌ها قره از همه بزرگتر است.

## افراد مشهور
- محمد اسحاق فیاض
- اکرم یاری
- یزدان خان
- محمد موسی خان
- ابوذر غزنوی
- خداداد عرفانی
- سیما سمر
- شاه‌گل رضایی
- محمد علی علی‌زاده
- نفیسه عظیمی
- مدرس افغانی
- زهرا عالمی
- باشی حبیب